# Pedro Valero Díaz
Pedro Valero Díaz (también, Pedro Valero Díaz y Asensio de Pradas), nacido en Albarracín ca.1630 y fallecido en Zaragoza en 1700, abogado, erudito, político y escritor español, fue Justicia Mayor de Aragón, a finales del siglo XVII, entre 1687 y 1700.

## Familia
Aunque algunos biógrafos le hacen nacido en Albarracín (sin aportar documentación al respecto), lo más probable, sin embargo, es que naciera en Terriente, municipio de la provincia de Teruel donde moraban sus padres, Pedro Valero Díaz I y Juana Asensio de Pradas.-
Llevó el mismo nombre y apellidos que el padre –de ahí que a veces se le nombre como Pedro Valero Díaz II-, cuando por sus progenitores debió haberse llamado «Pedro Valero Díaz y Asensio de Pradas (Latassa, Espasa)». Se produce pues el mismo fenómeno genealógico que en el caso de su padre y de su tío Juan Valero Díaz, Secretario del conde de Lemos, y posteriormente del Rey Felipe IV de España en el Consejo Supremo de la Corona de Aragón. Ambos hermanos –Juan y Pedro utilizan los apellidos «Valero Díaz», aunque según la transmisión tradicional de los apellidos debieron llamarse «Valero Valero» –toda vez que eran hijos de Francisco Valero (de Alobras, Teruel), y de María Valero (de Jabaloyas, Teruel)-; sin embargo, según se recoge en una Información de la Genealogía y limpieza de sangre de Juan Valero Díaz (1618), tomaron el segundo apellido «Díaz», «para diferenciarse de otro Juan Valero que ay en ella (en la villa de Alobras), con llamarse Díaz que es el apellido de la aguela materna» -refiriéndose a Beatriz Alpuente (de Jabaloyas, Teruel).-
Estuvo casado con Francisca de los Cameros -natural de Alcalá de los Gazules (Cádiz)-: Francisca era sobrina de Luis Alfonso de los Cameros, obispo de Patti (Sicilia) con el que se encontraba cuando tuvo lugar el casamiento, dicho prelado fue promovido después como obispo de Monreale (Sicilia), y posteriormente Arzobispo de Valencia (1668–1676).-
Pedro Valero Díaz II tuvo varios hijos, habidos con su esposa Francisca de los Cameros -tres varones-: Luis, Vicente y Nicolás Valero de los Cameros, fallecidos en Zaragoza «sin tomar estado» (solteros) -y tres hijas-: Mariana Valero de los Cameros, casada en Borja (Zaragoza) con Juan de San Gil; Isabel, Carmelita Descalza en Zaragoza, donde falleció, y Antonia, fallecida en el colegio de las Vírgenes de aquella ciudad.

## Formación intelectual
De su formación se encargó su tío Juan Valero Díaz (1577-1653), el citado secretario en el Consejo Supremo de la Corona de Aragón y hermano de su padre, Pedro Valero Díaz I. Juan Valero Díaz fue el patrono y fundador de la Iglesia de San Fabián y San Sebastián (Alobras), donde esta familia tuvo derecho de asiento y enterramiento en la capilla de san Juan Bautista, primera de la epístola.--

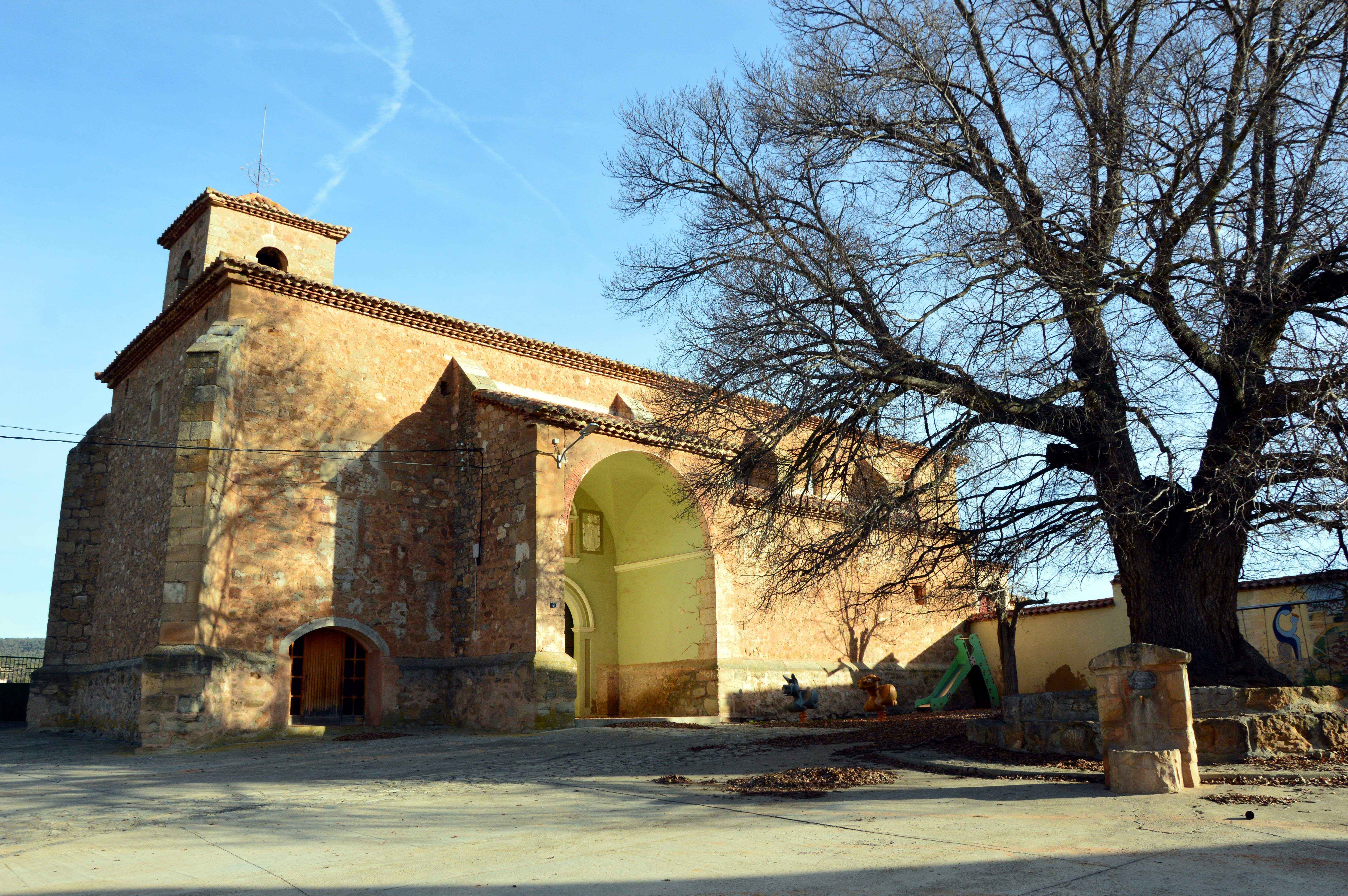
Vista general (meridional), de la Iglesia de San Fabián y San Sebastián (Alobras), donde los Valero Díaz tuvieron derechos de enterramiento..

Estudió jurisprudencia en Salamanca, teniendo por maestro a Francisco Fernández Retes. Obtuvo beca en el «Colegio Mayor de Oviedo», de Salamanca (1651-1653): 
«[...] y asi en él, como en la universidad fue muy aplaudido su magisterio en el Derecho, su vasta erudición, su profundo conocimiento de la Historia, en las Antigüedades, las buenas letras, y su cultura y pericia singular en las Lenguas latina y griega».
Su tío y protector, Juan Valero Díaz, secretario de su majestad en el Consejo Supremo de la Corona de Aragón, por última disposición -de fecha 15 de julio de 1653-: lo "dexó heredero de sus servicios" a la corona.-

## Actuación y cargos públicos
Fue elegido «Presidente de la Regia Cámara y Consejo Supremo de la Sumaria del reino de Nápoles» (1656). El desempeño de este cargo le supuso serias desventuras, ya que camino de Nápoles su barco naufragó, siendo uno de los pocos supervivientes de las dos galeras de la «Escuadra de Sicilia» que se hundieron. Vuelto a embarcar, fue preso de los franceses, «que á la sazon traian guerra con España, y le llevaron al castillo de Brescon en la costa de Languedoc, donde estuvo prisionero por espacio de un año». Tras algunos intentos por conseguir su liberación -en cuyas gestiones intervino el Arzobispo de París, Pedro de la Marca (1596-1662), a la sazón «Presidente de las Cortes» celebradas en aquella provincia francesa)-, fue liberado a sus expensas, comprando su propio rescate.
Arribado finalmente a Nápoles, desempeñó allí varios cargos del más alto nivel: «Presidente de la Regia Cámara y Consejo Supremo de la Sumaria», «Regente del Consejo Colateral del Reino», «Veedor (Visitador) general de Sicilia», «Presidente de la provincia de Aquila y Cosenza», «Superintendente general de Campaña y Ejército», «Secretario del Reino», y «Ministro de las Juntas de Inconfidencia y Contrabandos».
En premio a sus méritos, los Diputados del Reino de Aragón presentaron al Rey su brillante currículo, en razón del cual el monarca le confirió la plaza de «Fiscal del Supremo Consejo de Italia» (1671), vacante en aquel momento por promoción de su titular, Melchor de Navarra.
Posteriormente desempeñó otros cargos: «Fiscal del Supremo Consejo de Aragón» (1673), «Regente en el Consejo de Italia» (1677) y «Regente del Consejo Supremo de Aragón» (en la vacante que dejó al morir el doctor Gregorio Xulve). Juró el cargo el 7 de noviembre de 1682, y permaneció en él hasta su nombramiento como Justicia de Aragón (cargo para el que fue elegido el 19 o 20 de junio de 1687). Su elección como Justicia Mayor de Aragón constituyó el broche de oro a su brillante carrera profesional, llegando a presidir las Cortes del Reino de Aragón en 1691. Como Justicia Mayor ejerció hasta su fallecimiento, ocurrido el 28 de septiembre de 1700, en Zaragoza. Sus restos mortales fueron inhumados en la iglesia del Real Monasterio de Santa Engracia.

## Obras
Por orden alfabético de sus títulos:
- Antiloquium (1656).
- Apuntamientos para escribir la vida (de D. Antonio Agustín, Arzobispo de Tarragona).
- Colección de Cartas latinas [Se imprimieron al fin de dicho Memorial: hay en ellas una escrita en Tolosa de Francia en marzo de 1660, devolviendo al Arzobispo de París, Pedro de la Marca la Disertación sobre el origen y progresos del culto de nuestra Señora de Monserrate, que le había remitido el prelado para que hiciese juicio de ella].
- Comentario al Jurisconsulto Tertuliano.
- Comentarios latinos de la vida (del mencionado D. Antonio Agustín, que no concluyó según se advierte en el tomo II de sus obras impresas en Luca).
- Defensa de Estado y de Justicia contra el designio manifiestamente encubierto de su Monarquía Universal (Nápoles, 1667).
- Diferentes Tratados y otros Papeles de literatura.
- Dionysius Orbis ambitus animadversionibus latinis illustratus (París, 1656).
- Discurso sobre que habiendo jurado el mismo D. PEDRO VALERO el oficio de Justicia mayor de Aragon en 20 de Junio de 1687, debía desde este dia acudírsele con su renta, aunque no le hubiese exercido hasta el Diciembre en que llegó á Zaragoza, pues estuvo empleado en cosas del Real servicio.
- El Licenciado Don Pedro Valero Diaz, Colegial mayor en el de San Saluador de Ouiedo, de la Vniuersidad de Salamanca. Dice, que Iuan Valero Diaz su tío, Secretario de V. Majestad, por su vltima diposicion de 15 de Iulio del año corriente de 1653 le dexó heredero de sus seruicios..., Colegio Mayor de Oviedo (Salamanca), Universidad de Salamanca (1653).
- Memorial (en el que se hace relación de sus sucesos propios y donde se contienen otras cosas literarias).
- Notas eruditas á las Cartas latinas del Ilmo. Señor D. Antonio Agustín, Arzobispo de Tarragona.
- Retorica Castellana [Manuscrito en 4º: se hallaba en la librería de don Joaquín Ibáñez García, Chantre de Teruel]
- Sententia de quodam loco Lactantii corrupto de Mortibus Persecutorum.
- Tratado de Medallas y de otras Antigüedades.

Distintos eruditos y escritores contemporáneos elogiaron sus obras, «poseyó una gran biblioteca, colecciones de monedas y medallas que, a su muerte, pasaron a la Biblioteca Real de Madrid», con la excepción de más de seiscientos volúmenes que compró el consejero de Castilla Fernando Velasco. Asimismo, su nombre aparece en distintos lugares de «Biblioteca nueva de los escritores aragoneses» (Latassa y Ortín, 1798).